# Torfou (Essonne)
Torfou ist eine französische Gemeinde im Département Essonne in der Region Île-de-France mit 277 Einwohnern (Stand: 1. Januar 2022). Sie gehört zum Arrondissement Étampes und zum Kanton Arpajon. Die Einwohner werden Torfoliens genannt.

## Geographie
Torfou liegt etwa 37 Kilometer südsüdwestlich des Zentrums von Paris. Umgeben wird Torfou von den Nachbargemeinden Avrainville im Norden, Lardy im Osten, Chamarande im Süden sowie Boissy-sous-Saint-Yon im Westen und Nordwesten.

## Bevölkerungsentwicklung
| Jahr                       | 1962 | 1968 | 1975 | 1982 | 1990 | 1999 | 2006 | 2012 | 2019 |
| Einwohner                  | 120  | 158  | 159  | 187  | 214  | 248  | 266  | 269  | 274  |
| Quellen: Cassini und INSEE |      |      |      |      |      |      |      |      |      |

## Sehenswürdigkeiten
- Kirche Notre-Dame-de-la-Nativité-de-la-Très-Sainte-Vierge

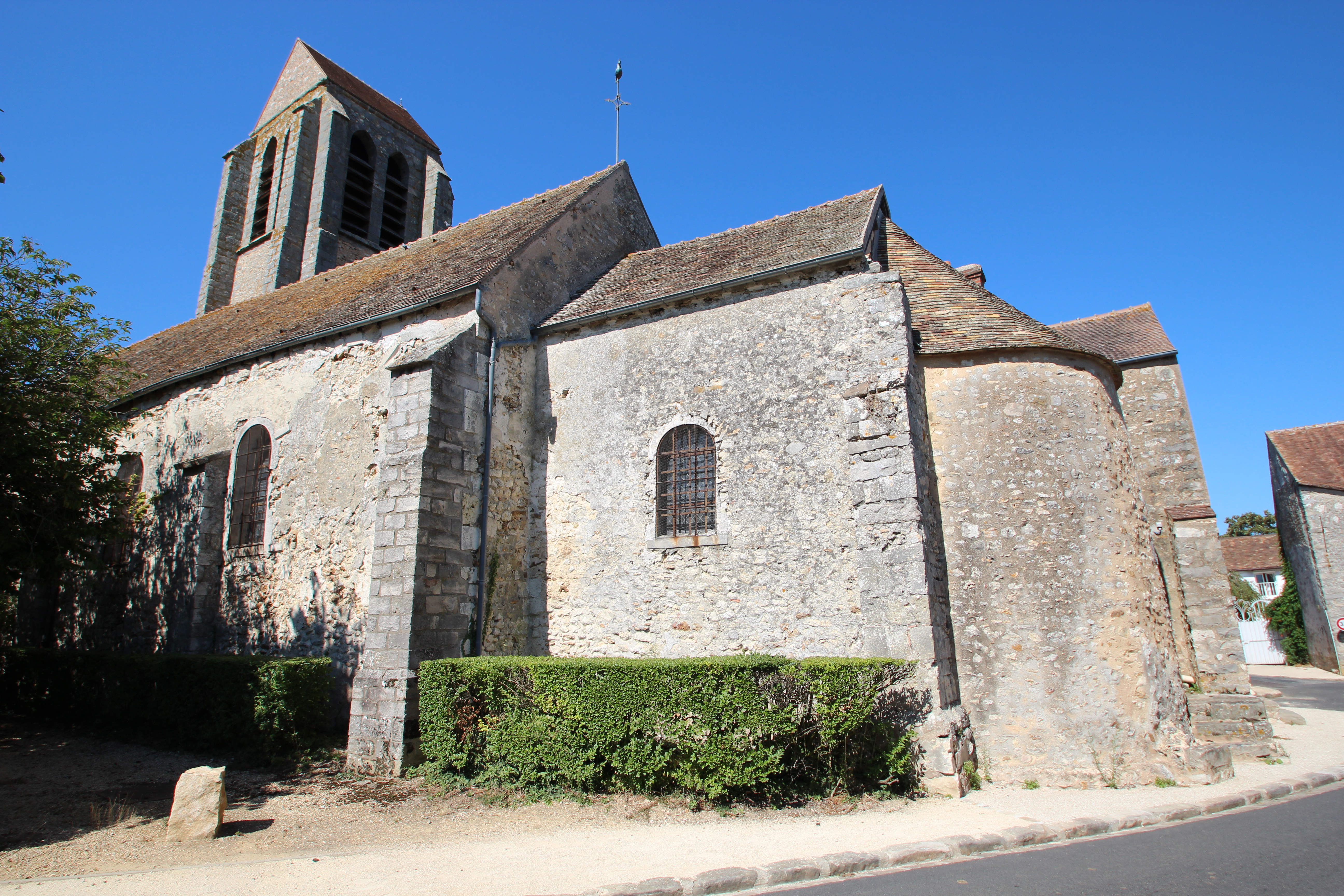
Kirche Notre-Dame